# Drälinge
Drälinge is een plaats in de gemeente Uppsala in het landschap Uppland en de provincie Uppsala län in Zweden. De plaats heeft 54 inwoners (2005) en een oppervlakte van 8 hectare. Drälinge ligt vlak aan de Europese weg 4 en wordt omringd door zowel landbouwgrond als bos. De stad Uppsala ligt rond de tien kilometer ten zuiden van Drälinge.